# Mount Kisco
Monte Kisco é uma vila e cidade no Condado de Westchester, no estado de Nova York, nos Estados Unidos. A cidade de Monte Kisco é contígua à aldeia. A população era de 10.877 pessoas no censo de 2019.
Ele serve como um importante local histórico ao longo da Rota Revolucionária Washington-Rochambeau.

## História
O nome Kisco pode ser conectado à palavra Munsee asiiskuw ("lama"), e o nome do assentamento "apareceu pela primeira vez nos registros coloniais como Cisqua, o nome de um prado e de um rio mencionados na escritura de terra em 6 de setembro de 1700 na área." A grafia Monte Kisko foi usada pelo chefe dos correios local, quando um correio foi aberto na vila em algum momento depois de 1850. A grafia atual do nome foi adotada em 1875, com a incorporação do assentamento como uma vila. A cidade partilha o seu nome com o rio Kisco, que atravessa a cidade e vai para o reservatório de Croton . 
Como uma vila, o Monte Kisco originalmente ficava metade na cidade de Bedford e metade na cidade de New Castle. Monte Kisco tornou-se uma cidade independente em 1978. 
O Complexo Municipal de Mount Kisco foi adicionado ao Registro Nacional de Locais Históricos em 1997. Também estão listados a Merestead, a Igreja Episcopal de São Marcos, o Cemitério de São Marcos, e a Igreja e Paróquia Metodista Unida. 

## Geografia e clima
De acordo com o Departamento do Censo dos Estados Unidos, a aldeia tem uma área total de 3,1 milhas quadradas (8,1 km2), toda ela terrestre.
O Monte Kisco fica dentro da zona de clima continental húmido, passando por quatro estações distintas. O inverno é frio, o verão é quente e úmido, e a primavera e o outono variam de frio a moderado.

## Demografia
| População histórica   | População histórica | População histórica | População histórica |
| Censo                 | Pop.                |                     | % ±                 |
| --------------------- | ------------------- | ------------------- | ------------------- |
| 1880                  | 728                 |                     | -                   |
| 1890                  | 1.095               |                     | 50,4%               |
| 1900                  | 1.346               |                     | 22,9%               |
| 1910                  | 2.802               |                     | 108,2%              |
| 1920                  | 3.944               |                     | 40,8%               |
| 1930                  | 5.127               |                     | 30,0%               |
| 1940                  | 5.941               |                     | 15,9%               |
| 1950                  | 5.907               |                     | -0,6%               |
| 1960                  | 6.805               |                     | 15,2%               |
| 1970                  | 8.172               |                     | 20,1%               |
| 1980                  | 8.025               |                     | -1,8%               |
| 1990                  | 9.108               |                     | 13,5%               |
| 2000                  | 9.983               |                     | 9,6%                |
| 2010                  | 10.877              |                     | 9,0%                |
| 2019 (estimativa)     | 10.795              |                     | -0,8%               |
| Censo Decenal dos EUA |                     |                     |                     |

De acordo com o Censo dos Estados Unidos de 2013, haviam 11.067 pessoas, 4.128 famílias e 2.447 famílias residindo na aldeia. A densidade populacional era de 3.194,0 pessoas por milha quadrada (1.231,5/km2 ). Haviam 4.103 unidades habitacionais com uma densidade média de 1.312,7 por milha quadrada (506,1/km2). O grande número de pequenas empresas, lojas de varejo e escritórios financeiros e médicos aumenta a população diurna para mais de 20.000. A composição racial da aldeia era 77,79% branca, 5,99% afro-americana, 0,28% nativa americana, 4,24% asiática , 9,03% de outras raças e 2,67% de duas ou mais raças. Na população, 24,54% eram hispânicos ou latinos.
Havia 3.993 domicílios, dos quais 30,2% tinham filhos menores de 18 anos morando com eles, 45,3% eram casais que viviam juntos, 11,6% possuíam uma mulher como chefe de família sem marido presente e 38,7% não eram famílias. Do total de domicílios, 31,7% eram indivíduos e 10,0% tinham alguém morando sozinho com 65 anos ou mais. O tamanho médio da casa era 2,49 e o tamanho médio da família era 3,09.
Na aldeia, a população estava espalhada, com 22,1% menores de 18 anos, 7,3% de 18 a 24 anos, 37,0% de 25 a 44 anos, 21,6% de 45 a 64 anos e 11,9% de 65 anos ou mais velho. A idade média foi de 36 anos. Para cada 100 mulheres, havia 98,8 homens. Para cada 100 mulheres com 18 anos ou mais, havia 94,7 homens.
A renda média anual para uma família na aldeia era $62.690,00 e a renda mediana para uma família era $68.219,00 Os homens tiveram uma renda média de $45.428 contra $40.040,00 para as mulheres. A renda per capita da aldeia era de $32.424,00. Cerca de 7,4% das famílias e 10,5% da população estavam abaixo da linha da pobreza, incluindo 11,0% dos menores de 18 anos e 13,8% daqueles com 65 anos ou mais.
O Monte Kisco é socioeconomicamente diverso. Embora a maioria dos residentes sejam profissionais de classe média a média alta, Mount Kisco é o lar de um número considerável de imigrantes hispânicos da classe trabalhadora que residem principalmente no centro da cidade. Em contraste, extensas propriedades e fazendas equestres podem ser encontradas mais longe do centro da cidade. Com valores de milhões de dólares, essas propriedades são ocasionalmente de natureza histórica, muitas datando do final do século XIX e início do século XX. Muitas das estradas rurais bucólicas, prados e colinas estão tecnicamente dentro da vizinha Bedford, embora compartilhem o CEP e os correios do Monte Kisco. Os residentes nesta zona de sobreposição podem usar um endereço de correspondência Bedford Corners ou Mount Kisco.
As moradias no Monte Kisco são tremendamente variadas, consistindo em prédios de apartamentos, cooperativas, condomínios, sobrados, residências unifamiliares, contruções com arquitetura colonial e vitoriana e propriedades multimilionárias.

## Infraestrutura

### Transporte
Existem vários modos de transporte no Monte Kisco. 
- Companhia Ferroviária Metro-North: Mount Kisco, na linha Harlem
- Sistema de ônibus Bee-Line: múltiplas rotas
- O Aeroporto do Condado de Westchester fica nas proximidades.
- Rota do estado de Nova York 172, 117, 133
- O Saw Mill River Parkway e I-684 estão nas proximidades.

## Pessoas notáveis
- Janet Adelman, estudiosa de Shakespeare.
- Harold A. Baker, juiz federal sênior dos Estados Unidos no Tribunal Distrital dos Estados Unidos do Distrito Central de Illinois.
- Samuel Barber, compositor.
- Ann Blyth, atriz.
- Laura Branigan, cantora.
- Christopher Reeve, ator.
- Rick Carey, três vezes vencedor da medalha de ouro olímpica e ex-recordista mundial em três eventos.
- Bennett Cerf, editor, personalidade da televisão.
- Andrew Daly, ator, comediante.
- Norman Dello Joio (nascido em 1956), medalhista olímpico equestre.
- Susan Dey, atriz.
- Michael Eisner, ex-CEO da The Walt Disney Company.
- Lynn Emanuel, poetisa.
- Arlene Francis, personalidade da televisão e do rádio, atriz.
- Martin Gabel, ator, diretor, produtor.
- Lew Gallo, ator, produtor.
- Alexander Gode, linguista e tradutor.
- Adam Green, músico.
- Lillian Greneker, designer de manequins, inventora.
- Kimiko Hahn, poetisa.
- Caitlyn Jenner, personalidade de televisão, autora, atleta.
- Gavin Macleod, ator mais conhecido por The Mary Tyler Moore Show e The Love Boat.
- Darin Mastroianni, jogador da MLB pelo Minnesota Twins.
- John Jay McKelvey, Sr., advogado, fundador da Harvard Law Review.
- Gian Carlo Menotti, compositor, fundador do festival, parceiro vitalício de Samuel Barber.
- Theodore Mook, músico.
- William FB O'Reilly, consultor político.
- Doane Perry, músico.
- Eric Schmertz, advogado.
- John Schneider, ator e cofundador da Children's Miracle Network.
- Alex Shoumatoff, escritor.
- Bert Sugar, escritor de boxe, historiador do esporte.
- Arthur Ochs Sulzberger Jr., editor do New York Times.
- Rob Thomas, músico.
- Chaim Michael Dov Weissmandl, rabino.
- Dar Williams, músico.